# 鹿化麟
鹿化麟（1593年4月17日—1638年1月18日），字仁卿，一字石卿，號怡雲，直隸定興（今河北）人，蒙古族寶格氏，明末解元。

## 生平
抗清名臣鹿善繼之子。天啟元年（1621年）中順天鄉試第一（解元）。崇禎九年（1636年）七月，清兵入關襲擾，攻定興。其父鹿善繼方稱病居鄉，考慮到定興在涿州之南、保定之北，為京師屏障，遂辭別祖墳，命其服侍祖父，自己則進城協助防守，城陷身死。化麟伏闕上奏其父忠義，次年亦哀痛而死。